# Liceo classico Pietro Giannone (Benevento)
Il liceo classico Pietro Giannone di Benevento è stato fondato nel 1810.

## Storia
Fondato nel 1810 presso la sede del Convitto di piazza Roma, il liceo ebbe carattere laico fino al 1817, quando, con la Restaurazione, i Gesuiti tornarono in città, prendendo la direzione dell'istituto. 
Con l'annessione al Regno sabaudo nel 1860, gli ordini religiosi furono espulsi dalla città e fu quindi nuovamente soppresso il collegio gesuitico. Fu chiesta l'istituzione di un liceo-ginnasio statale che venne autorizzata in data 10 ottobre 1861.
Come preside fu nominato il piemontese Romualdo Bobba.
Nel 1865 la scuola fu intitolata a Pietro Giannone, illustre esponente dell'illuminismo napoletano.

## Sedi
Il liceo ebbe sede, fin dalla sua istituzione, nei locali di quello che ancora oggi è il Convitto nazionale "Pietro Giannone" in piazza Roma.
Il trasferimento nella nuova sede di piazza Risorgimento avvenne nel 1940.
Docenti del liceo beneventano furono Francesco Corazzini, insigne storico amico di Carducci, il medico Pietro De Caro, lo studioso di paleontologia Luigi Gamberale e l'antropologo Giuseppe Sergi, oltre al fisico Ormisda Donaggio.